# 室内管弦楽のためのディヴェルティスマン
室内管弦楽のためのディヴェルティスマン（Divertissement pour orchestre de chambre）は、ジャック・イベールが作曲した管弦楽曲。『ディヴェルティメント』とも呼ばれる。

## 概要
1929年に作曲された付随音楽『イタリアの麦藁帽子』（F.ラビーシュの喜劇）から、イベールがその中の6曲を選び、室内管弦楽のための作品として1930年に組曲（ディヴェルティメント）として編曲したものである。
初演は1930年11月30日に、ウラディミール・ゴルシュマンの指揮とパリ交響楽団によって行われた。

## 構成
全6曲で構成され、演奏時間は約15分。
第1曲 序曲
アレグロ・ヴィーヴォ、4分の2拍子。
第2曲 行列
モデラート・モルト、4分の3拍子。メンデルスゾーンの『結婚行進曲』がパロディ化されている。
第3曲 夜想曲
レント、4分の4拍子。
第4曲 ワルツ
アニマート・アッサイ、8分の3拍子。フランス風のウィンナ・ワルツが洒落た扱いを受け、最後は軍楽隊のパロディで終わる。
第5曲 パレード（仏語ではパラード）
パレードとは見世物小屋の客寄せのショウの意味。「行進曲のテンポで」と指定されている。
第6曲 フィナーレ
世俗的で陽気なムードに溢れた終曲。